# ح
La ḥāʾ (en árabe ﺣﺎء, ḥāʾ [ħaːʔ]) es la sexta letra del alfabeto árabe. Representa un sonido fricativo, faringal y sordo, /ħ /. En la numeración abyad tiene el valor de 8.

## Escritura
La letra se llama حَاءْ ḥāʾ y es la sexta letra del alfabeto. Su forma varía según su posición en la palabra:
| Posición | Aislada | Final | Media | Inicial |
| -------- | ------- | ----- | ----- | ------- |
| Forma:   | ح       | ـح    | ـحـ   | حـ      |

Con la misma forma pero un punto superior, se deriva la letra خ Ja.

## Pronunciación
En árabe, ḥāʾ es similar al inglés [h], pero es mucho más "áspero", IPA: [ħ] ~ [ʜ] , un sonido llamado h faríngea.
En persa, suena [h] igual que como ⟨ه⟩ o la h inglesa.

## Transliteración
Debido a que no está presente su sonido en francés, castellano ni inglés, la transliteración más común de palabras con este sonido suele ser 7. Sobre todo en medios semiformales, debido al parecido entre la forma inicial de la letra (ﺣ) con el número 7. Transliterándose por ejemplo  «7abibi», (en árabe حبيبي) que significa querido o amado en idioma árabe.